# Campionat de Luxemburg de ciclisme en contrarellotge
El Campionat de Luxemburg de ciclisme en contrarellotge s'organitza anualment des de l'any 1999 per determinar el campió ciclista de Luxemburg en la modalitat.
El títol s'atorga al vencedor d'una única carrera, en la modalitat de contrarellotge individual. El vencedor obté el dret a portar un mallot amb els colors de la bandera luxemburguesa fins al campionat de l'any següent quan disputa proves de contrarellotge.

## Palmarès masculí
| Any  | Vencedor        | Segon              | Tercer             |
| ---- | --------------- | ------------------ | ------------------ |
| 1999 | Christian Poos  | Benoît Joachim     | Steve Fogen        |
| 2000 | Steve Fogen     | Kim Kirchen        | Fränk Schleck      |
| 2001 | Marc Vanacker   | Kim Kirchen        | Vincenzo Centrone  |
| 2002 | Christian Poos  | Steve Fogen        | Marc Vanacker      |
| 2003 | Christian Poos  | Pascal Triebel     | Marc Vanacker      |
| 2004 | Benoît Joachim  | Pascal Triebel     | Steve Friess       |
| 2005 | Andy Schleck    | Pascal Triebel     | Daniel Bintz       |
| 2006 | Benoît Joachim  | Christian Poos     | Steve Friess       |
| 2007 | Christian Poos  | Andy Schleck       | Laurent Didier     |
| 2008 | Kim Kirchen     | Christian Poos     | Benoît Joachim     |
| 2009 | Kim Kirchen     | Laurent Didier     | Christian Poos     |
| 2010 | Andy Schleck    | Fränk Schleck      | Christian Poos     |
| 2011 | Christian Poos  | Ralph Diseviscourt | Laurent Didier     |
| 2012 | Bob Jungels     | Ben Gastauer       | Ralph Diseviscourt |
| 2013 | Bob Jungels     | Laurent Didier     | Ben Gastauer       |
| 2014 | Laurent Didier  | Bob Jungels        | Alex Kirsch        |
| 2015 | Bob Jungels     | Jempy Drucker      | Laurent Didier     |
| 2016 | Bob Jungels     | Jempy Drucker      | Alex Kirsch        |
| 2017 | Jempy Drucker   | Bob Jungels        | Alex Kirsch        |
| 2018 | Bob Jungels     | Alex Kirsch        | Tom Thill          |
| 2019 | Bob Jungels     | Tom Wirtgen        | Ivan Centrone      |
| 2020 | Bob Jungels     | Alex Kirsch        | Kevin Geniets      |
| 2021 | Kevin Geniets   | Michel Ries        | Alex Kirsch        |
| 2022 | Bob Jungels     | Michel Ries        | Tim Diederich      |
| 2023 | Alex Kirsch     | Arthur Kluckers    | Tom Wirtgen        |
| 2024 | Arthur Kluckers | Michel Ries        | Tom Wirtgen        |
| 2025 | Bob Jungels     | Alex Kirsch        | Mathieu Kockelmann |

### Palmarès sub-23
| Any  | Vencedor           | Segon              | Tercer             |
| ---- | ------------------ | ------------------ | ------------------ |
| 2002 | Fränk Schleck      | -                  | -                  |
| 2003 | Ronny Kremer       | Joe Kirch          | Marc Ernster       |
| 2004 | Andy Schleck       | Claude Wolter      | Benn Würth         |
| 2005 | Laurent Didier     | Nick Clesen        | Joe Kirch          |
| 2006 | Nick Clesen        | David Battestini   | Ben Gastauer       |
| 2007 | Kim Michely        | Ben Gastauer       | Cyrille Heymans    |
| 2008 | Ben Gastauer       | Kim Michely        | Tom Kohn           |
| 2009 | Ben Gastauer       | Tom Thill          | Pit Schlechter     |
| 2010 | Tom Thill          | -                  | -                  |
| 2011 | Bob Jungels        | Tom Thill          | Pit Schlechter     |
| 2012 | Bob Jungels        | -                  | -                  |
| 2013 | Alex Kirsch        | Mike Diener        | Massimo Morabito   |
| 2014 | Alex Kirsch        | Luc Turchi         | Kevin Feiereisen   |
| 2015 | Tom Wirtgen        | Luc Turchi         | Larry Valvasori    |
| 2016 | Kevin Geniets      | Luc Turchi         | Jan Petelin        |
| 2017 | Tom Wirtgen        | Michel Ries        | Ivan Centrone      |
| 2018 | Tom Wirtgen        | Pit Leyder         | Michel Ries        |
| 2019 | Kevin Geniets      | Raphaël Kockelmann | Pit Leyder         |
| 2020 | Michel Ries        | Raphaël Kockelmann | Arthur Kluckers    |
| 2021 | Arthur Kluckers    | Loïc Bettendorff   | Raphaël Kockelmann |
| 2022 | Arthur Kluckers    | Mats Wenzel        | Loïc Bettendorff   |
| 2023 | Mathieu Kockelmann | Mats Wenzel        | Arno Wallenborn    |
| 2024 | Mats Wenzel        | Mathieu Kockelmann | Arno Wallenborn    |
| 2025 | Mathieu Kockelmann | Arno Wallenborn    | Alexandre Kess     |

## Palmarès femení
| Any  | Vencedor           | Segon                                  | Tercer                                 |
| ---- | ------------------ | -------------------------------------- | -------------------------------------- |
| 2006 | Anne-Marie Schmitt | Isabelle Hoffmann                      | Nathalie Lamborelle                    |
| 2007 | Christine Majerus  | Anne-Marie Schmitt                     | Christine Kovelter                     |
| 2008 | Christine Majerus  | Nathalie Lamborelle                    | Anne-Marie Schmitt                     |
| 2009 | Christine Majerus  | Anne-Marie Schmitt                     | Nathalie Lamborelle                    |
| 2010 | Christine Majerus  | Anne-Marie Schmitt                     | Nathalie Lamborelle                    |
| 2011 | Christine Majerus  | Anne-Marie Schmitt                     | Nathalie Lamborelle                    |
| 2012 | Christine Majerus  | Anne-Marie Schmitt                     | Nathalie Lamborelle                    |
| 2013 | Christine Majerus  | Nathalie Lamborelle                    | Chantal Hoffmann                       |
| 2014 | Christine Majerus  | Chantal Hoffmann                       | Elise Maes                             |
| 2015 | Christine Majerus  | Elise Maes                             | Chantal Hoffmann                       |
| 2016 | Christine Majerus  | Anne-Sophie Harsch                     | Elise Maes                             |
| 2017 | Christine Majerus  | Elise Maes                             | Chantal Hoffmann                       |
| 2018 | Christine Majerus  | Elise Maes                             | Pia Wiltgen                            |
| 2019 | Christine Majerus  | Pia Wiltgen                            | Liz Asselborn                          |
| 2020 | Christine Majerus  | Mia Berg                               | Pia Wiltgen                            |
| 2021 | Christine Majerus  | Carmen Coljon                          | Mia Berg                               |
| 2022 | Christine Majerus  | No hi ha més ciclistes de la categoria | No hi ha més ciclistes de la categoria |
| 2023 | Christine Majerus  | No hi ha més ciclistes de la categoria | No hi ha més ciclistes de la categoria |
| 2024 | Christine Majerus  | Nina Berton                            | Maite Barthels                         |
| 2025 | Marie Schreiber    | Nina Berton                            | Maite Barthels                         |